# Hemieuxoa longijuxta
Hemieuxoa longijuxta är en fjärilsart som beskrevs av Yoshimoto. Hemieuxoa longijuxta ingår i släktet Hemieuxoa och familjen nattflyn. Inga underarter finns listade i Catalogue of Life.